# گاوسهره تایوانی
گاوسهره تایوانی (نام علمی: Pyrrhula owstoni) یکی از گونه‌های سهره از خانواده سهرگان راستین و بومی کوه‌های تایوان است. در گذشته به عنوان زیرگونه‌ای از گاوسهره سرخاکستری (P. erythaca) در نظر گرفته می‌شد و بیشتر مقامات آن را چنین می‌دانستند، اما مطالعه‌ای در سال ۲۰۲۰ نشان داد که نشان‌دهنده گونه‌ای متمایز است که در پلیستوسن میانی از سرزمین اصلی آسیایی P. erythaca جدا شده‌است و کنگره بین‌المللی پرنده‌شناسی آن را بدین صورت پذیرفته‌است.